# تصفيات كأس العالم 2022 – آسيا الجولة الثانية
تم لعب الجولة الثانية للاتحاد الآسيوي من تصفيات كأس العالم 2022 للفيفا، والتي تعتبر أيضاً الجولة الثانية من تصفيات كأس آسيا 2023، في الفترة من 5 سبتمبر 2019 إلى 9 يونيو 2020.

## التنسيق
جرى اجتذاب الأفرقة الـ 40 إلى ثماني مجموعات من خمسة أفرقة لخوض مباريات ذهاب وإياب. وقد تلقت المنتخبات الـ34 (التي احتلت المركز 1-34 في قائمة الاتحاد الآسيوي) تأهل تلقائي لهذه الجولة، وستتنافس في هذه الجولة مع الفائزين الستة في الجولة الأولى. سيتقدم الفائزون الثمانية بالمجموعات وأفضل أربعة حاصلين على المرتبة الثانية إلى الجولة الثالثة. وستكون مباريات هذه الجولة بمثابة جزء من الحملة التأهيلية لكأس آسيا 2023.
إذا ما فازت قطر، مضيفة كأس العالم، بمجموعتها أو انتهت بوصفها واحدة من أفضل الأفرقة الأربعة التي تحتل المركز الثاني، فسيتم إعطاء مكانها في الجولة الثالثة إلى خامس أفضل شاغل للمرتبة الثانية.

## التصنيف
عُقدت قرعة الجولة الثانية في 17 يوليو 2019 في بيت الاتحاد الآسيوي في كوالالمبور، ماليزيا.
يستند التصنيف إلى تصنيف فيفا العالمي في يونيو 2019 (يرد بين قوسين أدناه).
ملاحظة: الأفرقة المكتوبة ب‍الخط العريض تأهلت للجولة الثالثة.
| الإناء 1 | الإناء 2 | الإناء 3 | الإناء 4 | الإناء 5 |
| --- | --- | --- | --- | --- |
| 1. إيران (20) 2. اليابان (28) 3. كوريا الجنوبية (37) 4. أستراليا (43) 5. قطر (55) 6. الإمارات العربية المتحدة (67) 7. السعودية (69) 8. الصين (73) | 1. العراق (77) 2. أوزبكستان (82) 3. سوريا (85) 4. عمان (86) 5. لبنان (86) 6. قرغيزستان (95) 7. فيتنام (96) 8. الأردن (98) | 1. فلسطين (100) 2. الهند (101) 3. البحرين (110) 4. تايلاند (116) 5. طاجيكستان (120) 6. كوريا الشمالية (122) 7. تايبيه الصينية (125) 8. الفلبين (126) | 1. تركمانستان (135) 2. ميانمار (138) 3. هونغ كونغ (141) 4. اليمن (144) 5. أفغانستان (149) 6. المالديف (151) 7. الكويت (156) 8. ماليزيا (159) | 1. إندونيسيا (160) 2. سنغافورة (162) 3. نيبال (165) 4. كمبوديا (169) 5. بنغلاديش (183) 6. منغوليا (187) 7. غوام (190) 8. سريلانكا (201) |

## مجموعات

### المجموعة A
| م | الفريق   | لعب | ف | ت | خ | أ.له | أ.ع | أ.ف | نقاط | التأهل                                |  | سوريا | الصين | الفلبين | المالديف | غوام |
| - | -------- | --- | - | - | - | ---- | --- | --- | ---- | ------------------------------------- |  | ----- | ----- | ------- | -------- | ---- |
| 1 | سوريا    | 8   | 7 | 0 | 1 | 22   | 7   | +15 | 21   | الجولة الثالثة وكأس آسيا              |  | —     | 2–1   | 1–0     | 2–1      | 4–0  |
| 2 | الصين    | 8   | 6 | 1 | 1 | 30   | 3   | +27 | 19   | الجولة الثالثة                        |  | 3–1   | —     | 2–0     | 5–0      | 7–0  |
| 3 | الفلبين  | 8   | 3 | 2 | 3 | 12   | 11  | +1  | 11   | المرحلة 3 من تصفيات كأس آسيا          |  | 2–5   | 0–0   | —       | 1–1      | 3–0  |
| 4 | المالديف | 8   | 2 | 1 | 5 | 7    | 20  | −13 | 7    | المرحلة 3 من تصفيات كأس آسيا          |  | 0–4   | 0–5   | 1–2     | —        | 3–1  |
| 5 | غوام     | 8   | 0 | 0 | 8 | 2    | 32  | −30 | 0    | مرحلة خروج المغلوب من تصفيات كأس آسيا |  | 0–3   | 0–7   | 1–4     | 0–1      | —    |

1. ↑  تأهلت الصين إلى كأس آسيا بصفتها الدولة المستضيفة

| غوام | 0–1                       | المالديف       |
| ---- | ------------------------- | -------------- |
|      | تقرير (فيفا) Report (AFC) | - Mahudhee 27' |

| الفلبين                            | 2–5                       | سوريا                                                                                |
| ---------------------------------- | ------------------------- | ------------------------------------------------------------------------------------ |
| - خافيير باتينيو 6' - مايك أوت 83' | تقرير (فيفا) Report (AFC) | - عمر السومة 14'، 55' - خالد المبيض 30' - فراس الخطيب 48' (ركلة.) - محمود المواس 85' |

| غوام                       | 1–4                       | الفلبين                                                         |
| -------------------------- | ------------------------- | --------------------------------------------------------------- |
| - ماركوس لوبيز 67' (ركلة.) | تقرير (فيفا) Report (AFC) | - Guirado 7' - باتريك رايشلت 12' - ستيفان شروك 71' - Strauß 81' |

| المالديف | 0–5                       | الصين                                                                      |
| -------- | ------------------------- | -------------------------------------------------------------------------- |
|          | تقرير (فيفا) Report (AFC) | - وو شي 34' - وو لي 45' - يانغ زو 64' (ركلة.) - إلكيسون 83' (ركلة.)، 90+1' |

| الصين                                                               | 7–0                       | غوام |
| ------------------------------------------------------------------- | ------------------------- | ---- |
| - يانغ زو 6'، 19'، 24'، 31' - وو لي 17' - وو شي 45+1' - إلكيسون 75' | تقرير (فيفا) Report (AFC) |      |

| سوريا                 | 2–1                       | المالديف       |
| --------------------- | ------------------------- | -------------- |
| - عمر السومة 26'، 60' | تقرير (فيفا) Report (AFC) | - علي أشفق 70' |

| الفلبين | 0–0                       | الصين |
| ------- | ------------------------- | ----- |
|         | تقرير (فيفا) Report (AFC) |       |

| سوريا                                          | 4–0                       | غوام |
| ---------------------------------------------- | ------------------------- | ---- |
| - عمر السومة 3'، 44'، 83' - محمود المواس 90+3' | تقرير (فيفا) Report (AFC) |      |

| المالديف         | 1–2                       | الفلبين                      |
| ---------------- | ------------------------- | ---------------------------- |
| - نايز حسن 90+3' | تقرير (فيفا) Report (AFC) | - إيان رمزي 52' - Strauß 68' |

| سوريا                                       | 2–1                       | الصين       |
| ------------------------------------------- | ------------------------- | ----------- |
| - أسامة أومري 19' - جانغ لينبينغ 76' (ه.ذ.) | تقرير (فيفا) Report (AFC) | - وو لي 30' |

| المالديف                                                | 3–1                       | غوام         |
| ------------------------------------------------------- | ------------------------- | ------------ |
| - علي سموح 23' - T. Nicklaw 38' (ه.ذ.) - علي أشفق 90+1' | تقرير (فيفا) Report (AFC) | - Matkin 49' |

| سوريا             | 1–0                       | الفلبين |
| ----------------- | ------------------------- | ------- |
| - ورد السلامة 23' | تقرير (فيفا) Report (AFC) |         |

| غوام | 0–7                       | الصين                                                                                         |
| ---- | ------------------------- | --------------------------------------------------------------------------------------------- |
|      | تقرير (فيفا) Report (AFC) | - وو لي 20' (ركلة.)، 55' - جين جينغداو 39' - وو شي 61' - إلكيسون 65' - آلان كارفالهو 83'، 87' |

| المالديف | 0–4                       | سوريا                                                                   |
| -------- | ------------------------- | ----------------------------------------------------------------------- |
|          | تقرير (فيفا) Report (AFC) | - محمود المواس 29'، 45+2' (ركلة.)، 71' (ركلة.) - أياز عثمان 33' (ركلة.) |

| غوام | 0–3                       | سوريا                                        |
| ---- | ------------------------- | -------------------------------------------- |
|      | تقرير (فيفا) Report (AFC) | - مارديك مارديكيان 6'، 9' - محمود المواس 84' |

| الصين                               | 2–0                       | الفلبين |
| ----------------------------------- | ------------------------- | ------- |
| - وو لي 56' (ركلة.) - وو كسيغان 65' | تقرير (فيفا) Report (AFC) |         |

| الفلبين                                                    | 3–0                       | غوام |
| ---------------------------------------------------------- | ------------------------- | ---- |
| - Guirado 12' - ماركوس لوبيز 60' (ه.ذ.) - مارك هارتمان 88' | تقرير (فيفا) Report (AFC) |      |

| الصين                                                                              | 5–0                       | المالديف |
| ---------------------------------------------------------------------------------- | ------------------------- | -------- |
| - ليو بين بين 5' - وو لي 30' - آلان كارفالهو 68' - Zhang Yuning 69' - تان لونغ 79' | تقرير (فيفا) Report (AFC) |          |

| الفلبين | ضد                        | المالديف |
| ------- | ------------------------- | -------- |
|         | تقرير (فيفا) Report (AFC) |          |

| الصين | ضد                        | سوريا |
| ----- | ------------------------- | ----- |
|       | تقرير (فيفا) Report (AFC) |       |

### المجموعة B
| م | الفريق         | لعب | ف | ت | خ | أ.له | أ.ع | أ.ف | نقاط | التأهل                                |  | أستراليا | الكويت | الأردن | نيبال | تايبيه الصينية |
| - | -------------- | --- | - | - | - | ---- | --- | --- | ---- | ------------------------------------- |  | -------- | ------ | ------ | ----- | -------------- |
| 1 | أستراليا       | 8   | 8 | 0 | 0 | 28   | 2   | +26 | 24   | الجولة الثالثة وكأس آسيا              |  | —        | 3–0    | 1–0    | 5–0   | 5–1            |
| 2 | الكويت         | 8   | 4 | 2 | 2 | 19   | 7   | +12 | 14   | المرحلة 3 من تصفيات كأس آسيا          |  | 0–3      | —      | 0–0    | 7–0   | 9–0            |
| 3 | الأردن         | 8   | 4 | 2 | 2 | 13   | 3   | +10 | 14   | المرحلة 3 من تصفيات كأس آسيا          |  | 0–1      | 0–0    | —      | 3–0   | 5–0            |
| 4 | نيبال          | 8   | 2 | 0 | 6 | 4    | 22  | −18 | 6    | المرحلة 3 من تصفيات كأس آسيا          |  | 0–3      | 0–1    | 0–3    | —     | 2–0            |
| 5 | تايبيه الصينية | 8   | 0 | 0 | 8 | 4    | 34  | −30 | 0    | مرحلة خروج المغلوب من تصفيات كأس آسيا |  | 1–7      | 1–2    | 1–2    | 0–2   | —              |

| تايبيه الصينية     | 1–2                       | الأردن                                               |
| ------------------ | ------------------------- | ---------------------------------------------------- |
| - Wen Chih-hao 81' | تقرير (فيفا) Report (AFC) | - بهاء فيصل 19' - أحمد سمير (لاعب كرة قدم أردني) 37' |

| الكويت | 7–0                       | نيبال |
| --- | ------------------------- | ----- |
| - يوسف ناصر (لاعب كرة قدم) 6'، 50' - فهد الهاجري 13' - Mawei 59' - بدر المطوع 67' - رضا هاني 90+4' - حسين الموسوي 90+7' | تقرير (فيفا) Report (AFC) |       |

| تايبيه الصينية | 0–2                       | نيبال                 |
| -------------- | ------------------------- | --------------------- |
|                | تقرير (فيفا) Report (AFC) | - أنجان بيستا 4'، 62' |

| الكويت | 0–3                       | أستراليا                           |
| ------ | ------------------------- | ---------------------------------- |
|        | تقرير (فيفا) Report (AFC) | - ماثيو لكي 7'، 30' - آرون موي 38' |

| أستراليا                                         | 5–0                       | نيبال |
| ------------------------------------------------ | ------------------------- | ----- |
| - جايمي ماكلارين 6'، 19'، 90' - Souttar 23'، 59' | تقرير (فيفا) Report (AFC) |       |

| الأردن | 0–0                       | الكويت |
| ------ | ------------------------- | ------ |
|        | تقرير (فيفا) Report (AFC) |        |

| تايبيه الصينية    | 1–7                       | أستراليا                                                                              |
| ----------------- | ------------------------- | ------------------------------------------------------------------------------------- |
| - Chen Yi-wei 21' | تقرير (فيفا) Report (AFC) | - آدم تاغارت 12'، 19' - جاكسون إرفين 34'، 37' - Souttar 73'، 89' - جايمي ماكلارين 84' |

| الأردن                                                       | 3–0                       | نيبال |
| ------------------------------------------------------------ | ------------------------- | ----- |
| - فراس شلباية 56' (ركلة.) - أحمد العرسان 78' - بهاء فيصل 88' | تقرير (فيفا) Report (AFC) |       |

| الكويت | 9–0                       | تايبيه الصينية |
| --- | ------------------------- | -------------- |
| - يوسف ناصر (لاعب كرة قدم) 22'، 59' - فهد الأنصاري 42' - Al-Faneeni 49' - بدر المطوع 55' - فيصل زايد 62' - Al-Khaldi 73' - Chen Wei-chuan 77' (ه.ذ.) - فيصل عجب 81' | تقرير (فيفا) Report (AFC) |                |

| الأردن | 0–1                       | أستراليا         |
| ------ | ------------------------- | ---------------- |
|        | تقرير (فيفا) Report (AFC) | - آدم تاغارت 13' |

{{صندوق كرة قدم
|هوية         = NEP v KUW
|تاريخ       = 19 نوفمبر 2019
|وقت       = 15:00 ت ع م+6
|فريق1      = نيبال 
|نتيجة      = 0–1
|فريق2      =  الكويت
|أهداف1     =
|أهداف2     =
- بدر المطوع  28'

|ملعب    = ملعب تشانغليميثانغ، تيمفو (Bhutan){{Refn|بعد تبديل المباريات مع فرق أخرى في المجموعة سابقًا بسبب عدم تمكن استاد داساراث رانجاسالا ، كاتماندو من الإصلاح في الوقت المناسب ، ثم لعبت نيبال مبارياتها على أرضها في [[ملعب تشانجليميثانج] ] ، تيمفو ، بوتان بسبب نقلاً عن الاتحاد الآسيوي لكرة القدم أن ملعب داساراث رانجاسالا يعاني من ضعف البنية التحتية.|group="note"|name="NEPBHU"}}
|حضور = 2,000
|حكم    = Omar Al-Yaqoubi (اتحاد عمان لكرة القدم)
|تقرير     = Report (FIFA)
Report (AFC)
}}
| الأردن                                                                        | 5–0                       | تايبيه الصينية |
| ----------------------------------------------------------------------------- | ------------------------- | -------------- |
| - بهاء فيصل 4'، 75' - أحمد العرسان 25' - سالم العجالين 43' - حمزة الدردور 62' | تقرير (فيفا) Report (AFC) |                |

| نيبال                                         | 2–0                       | تايبيه الصينية |
| --------------------------------------------- | ------------------------- | -------------- |
| - أنجان بيستا 3' (ركلة.) - نوايوج شريسثا ‏ 80' | تقرير (فيفا) Report (AFC) |                |

| أستراليا                                               | 3–0                       | الكويت |
| ------------------------------------------------------ | ------------------------- | ------ |
| - ماثيو لكي 1' - جاكسون إرفين 24' - أيدين هروستيتش 66' | تقرير (فيفا) Report (AFC) |        |

| نيبال | 0–3                       | الأردن                                         |
| ----- | ------------------------- | ---------------------------------------------- |
|       | تقرير (فيفا) Report (AFC) | - بهاء فيصل 23' (ركلة.)، 48' - يزن أبو عرب 67' |

| أستراليا                                                                              | 5–1                       | تايبيه الصينية    |
| ------------------------------------------------------------------------------------- | ------------------------- | ----------------- |
| - Souttar 12' - جايمي ماكلارين 27' (ركلة.) - ترنت سينزبوري 41' - ميتشيل ديوك 46'، 84' | تقرير (فيفا) Report (AFC) | - Gao Wei-jie 62' |

| نيبال | 0–3                       | أستراليا                                      |
| ----- | ------------------------- | --------------------------------------------- |
|       | تقرير (فيفا) Report (AFC) | - ماثيو لكي 6' - Karacic 38' - مارتن بويل 57' |

| الكويت | 0–0                       | الأردن |
| ------ | ------------------------- | ------ |
|        | تقرير (فيفا) Report (AFC) |        |

| أستراليا | ضد                        | الأردن |
| -------- | ------------------------- | ------ |
|          | تقرير (فيفا) Report (AFC) |        |

| تايبيه الصينية | ضد                        | الكويت |
| -------------- | ------------------------- | ------ |
|                | تقرير (فيفا) Report (AFC) |        |

### المجموعة C
| م | الفريق    | لعب | ف | ت | خ | أ.له | أ.ع | أ.ف | نقاط | التأهل                                |  | إيران | العراق | البحرين | هونغ كونغ | كمبوديا |
| - | --------- | --- | - | - | - | ---- | --- | --- | ---- | ------------------------------------- |  | ----- | ------ | ------- | --------- | ------- |
| 1 | إيران     | 8   | 6 | 0 | 2 | 34   | 4   | +30 | 18   | الجولة الثالثة وكأس آسيا              |  | —     | 1–0    | 3–0     | 3–1       | 14–0    |
| 2 | العراق    | 8   | 5 | 2 | 1 | 14   | 4   | +10 | 17   | الجولة الثالثة وكأس آسيا              |  | 2–1   | —      | 0–0     | 2–0       | 4–1     |
| 3 | البحرين   | 8   | 4 | 3 | 1 | 15   | 4   | +11 | 15   | المرحلة 3 من تصفيات كأس آسيا          |  | 1–0   | 1–1    | —       | 4–0       | 8–0     |
| 4 | هونغ كونغ | 8   | 1 | 2 | 5 | 4    | 13  | −9  | 5    | المرحلة 3 من تصفيات كأس آسيا          |  | 0–2   | 0–1    | 0–0     | —         | 2–0     |
| 5 | كمبوديا   | 8   | 0 | 1 | 7 | 2    | 44  | −42 | 1    | مرحلة خروج المغلوب من تصفيات كأس آسيا |  | 0–10  | 0–4    | 0–1     | 1–1       | —       |

| كمبوديا        | 1–1                       | هونغ كونغ      |
| -------------- | ------------------------- | -------------- |
| - Sokpheng 33' | تقرير (فيفا) Report (AFC) | - مارك تشن 16' |

| البحرين          | 1–1                       | العراق         |
| ---------------- | ------------------------- | -------------- |
| - كميل الأسود 9' | تقرير (فيفا) Report (AFC) | - مهند علي 85' |

| كمبوديا | 0–1                       | البحرين           |
| ------- | ------------------------- | ----------------- |
|         | تقرير (فيفا) Report (AFC) | - كميل الأسود 78' |

| هونغ كونغ | 0–2                       | إيران                                  |
| --------- | ------------------------- | -------------------------------------- |
|           | تقرير (فيفا) Report (AFC) | - سردار آزمون 23' - كريم أنصاريفرد 54' |

| إيران | 14–0                      | كمبوديا |
| --- | ------------------------- | ------- |
| - أحمد نورالهي 5' - سردار آزمون 11'، 35'، 44' - محمد حسين كنعاني زاديغان 18' - Visal 22' (ه.ذ.) - كريم أنصاريفرد 40'، 48'، 60'، 88' - مهدي طارمي 54' - محمد موهيبي 65'، 67' - مهرداد محمدي 85' | تقرير (فيفا) Report (AFC) |         |

| العراق                                 | 2–0                       | هونغ كونغ |
| -------------------------------------- | ------------------------- | --------- |
| - مهند علي 37' - علي عدنان 79' (ركلة.) | تقرير (فيفا) Report (AFC) |           |

| كمبوديا | 0–4                       | العراق                                                                    |
| ------- | ------------------------- | ------------------------------------------------------------------------- |
|         | تقرير (فيفا) Report (AFC) | - إبراهيم بايش 22' - مهند علي 41' - أمجد عطوان 57' - أحمد إبراهيم خلف 62' |

| البحرين                    | 1–0                       | إيران |
| -------------------------- | ------------------------- | ----- |
| - محمد الحردان 65' (ركلة.) | تقرير (فيفا) Report (AFC) |       |

| هونغ كونغ | 0–0                       | البحرين |
| --------- | ------------------------- | ------- |
|           | تقرير (فيفا) Report (AFC) |         |

| العراق                           | 2–1                       | إيران              |
| -------------------------------- | ------------------------- | ------------------ |
| - مهند علي 11' - علاء عباس 90+2' | تقرير (فيفا) Report (AFC) | - أحمد نورالهي 25' |

| هونغ كونغ                      | 2–0                       | كمبوديا |
| ------------------------------ | ------------------------- | ------- |
| - جيمس هونسن 20' - Roberto 83' | تقرير (فيفا) Report (AFC) |         |

| العراق | 0–0                       | البحرين |
| ------ | ------------------------- | ------- |
|        | تقرير (فيفا) Report (AFC) |         |

| إيران                                                   | 3–1                       | هونغ كونغ |
| ------------------------------------------------------- | ------------------------- | --------- |
| - علي جولزاده 23' - وحيد أميري 61' - كريم أنصاريفرد 84' | تقرير (فيفا) Report (AFC) | - Orr 85' |

| البحرين | 8–0                       | كمبوديا |
| --- | ------------------------- | ------- |
| - كميل الأسود 8'، 71' - محمد سعد الرميحي 45+2' - علي مدن 46'، 65' - جاسم أحمد الشيخ 51' - إسماعيل عبد اللطيف 75'، 90+2' | تقرير (فيفا) Report (AFC) |         |

| العراق                                                                 | 4–1                       | كمبوديا     |
| ---------------------------------------------------------------------- | ------------------------- | ----------- |
| - مهند علي 1' - بشار رسن 23' - علي عدنان 27' (ركلة.) - صفاء هادي 90+3' | تقرير (فيفا) Report (AFC) | - Visal 55' |

| إيران                                   | 3–0                       | البحرين |
| --------------------------------------- | ------------------------- | ------- |
| - سردار آزمون 54'، 61' - مهدي طارمي 79' | تقرير (فيفا) Report (AFC) |         |

| كمبوديا | 0–10                      | إيران |
| ------- | ------------------------- | --- |
|         | تقرير (فيفا) Report (AFC) | - علي رضا جهانبخش 16' (ركلة.) - شجاع خليل زاده 22' - مهدي طارمي 27' - Rotana 32' (ه.ذ.) - ميلاد محمدي 58' - مرتضى بورعليغنجي 64' - كريم أنصاريفرد 77' (ركلة.) - كاوه رضائي 80'، 87' - مهدي قائدي 84' |

| هونغ كونغ | 0–1                       | العراق                     |
| --------- | ------------------------- | -------------------------- |
|           | تقرير (فيفا) Report (AFC) | - فونغ هينغ وا ‏ 11' (.o.g) |

| إيران | ضد                        | العراق |
| ----- | ------------------------- | ------ |
|       | تقرير (فيفا) Report (AFC) |        |

| البحرين | ضد                        | هونغ كونغ |
| ------- | ------------------------- | --------- |
|         | تقرير (فيفا) Report (AFC) |           |

### المجموعة D
| م | الفريق    | لعب | ف | ت | خ | أ.له | أ.ع | أ.ف | نقاط | التأهل                                |  | السعودية | أوزبكستان | دولة فلسطين | سنغافورة | اليمن |
| - | --------- | --- | - | - | - | ---- | --- | --- | ---- | ------------------------------------- |  | -------- | --------- | ----------- | -------- | ----- |
| 1 | السعودية  | 8   | 6 | 2 | 0 | 22   | 4   | +18 | 20   | الجولة الثالثة وكأس آسيا              |  | —        | 3–0       | 5–0         | 3–0      | 3–0   |
| 2 | أوزبكستان | 8   | 5 | 0 | 3 | 18   | 9   | +9  | 15   | المرحلة 3 من تصفيات كأس آسيا          |  | 2–3      | —         | 2–0         | 5–0      | 5–0   |
| 3 | فلسطين    | 8   | 3 | 1 | 4 | 10   | 10  | 0   | 10   | المرحلة 3 من تصفيات كأس آسيا          |  | 0–0      | 2–0       | —           | 4–0      | 3–0   |
| 4 | سنغافورة  | 8   | 2 | 1 | 5 | 7    | 22  | −15 | 7    | المرحلة 3 من تصفيات كأس آسيا          |  | 0–3      | 1–3       | 2–1         | —        | 2–2   |
| 5 | اليمن     | 8   | 1 | 2 | 5 | 6    | 18  | −12 | 5    | مرحلة خروج المغلوب من تصفيات كأس آسيا |  | 2–2      | 0–1       | 1–0         | 1–2      | —     |

| سنغافورة                     | 2–2                       | اليمن                                                    |
| ---------------------------- | ------------------------- | -------------------------------------------------------- |
| - Ikhsan 27' - فارس رملي 52' | تقرير (فيفا) Report (AFC) | - عبد الواسع المطري 34' - محسن محمد حسن محمد القروي ‏ 45' |

| فلسطين                               | 2–0                       | أوزبكستان |
| ------------------------------------ | ------------------------- | --------- |
| - عدي الدباغ 60' - إسلام البطران 85' | تقرير (فيفا) Report (AFC) |           |

| سنغافورة                             | 2–1                       | فلسطين         |
| ------------------------------------ | ------------------------- | -------------- |
| - شاكر حمزة 3' - صفوان بحر الدين 38' | تقرير (فيفا) Report (AFC) | - ياسر حمد 13' |

| اليمن                                         | 2–2                       | السعودية                             |
| --------------------------------------------- | ------------------------- | ------------------------------------ |
| - محسن محمد حسن محمد القروي ‏ 8' - Al-Dahi 37' | تقرير (فيفا) Report (AFC) | - هتان باهبري 23' - سالم الدوسري 48' |

| أوزبكستان                                                                                               | 5–0                       | اليمن |
| --- | ------------------------- | ----- |
| - Kodirkulov 3' - إلدور شومورودوف 33' - جمشيد اسكندروف 53' - إسلام توختاخوجاييف 72' - إيغور سيرغييف 90' | تقرير (فيفا) Report (AFC) |       |

| السعودية                                                                      | 3–0                       | سنغافورة |
| ----------------------------------------------------------------------------- | ------------------------- | -------- |
| - عبد الفتاح عسيري 28'، 67' - عبد الله الحمدان (لاعب كرة قدم مواليد 1999) 61' | تقرير (فيفا) Report (AFC) |          |

| سنغافورة       | 1–3                       | أوزبكستان                                      |
| -------------- | ------------------------- | ---------------------------------------------- |
| - Ikhsan 45+1' | تقرير (فيفا) Report (AFC) | - عادل أحمدوف 15' - إلدور شومورودوف 51'، 90+2' |

| فلسطين | 0–0                       | السعودية |
| ------ | ------------------------- | -------- |
|        | تقرير (فيفا) Report (AFC) |          |

| أوزبكستان                                           | 2–3                       | السعودية                                          |
| --------------------------------------------------- | ------------------------- | ------------------------------------------------- |
| - إلدور شومورودوف 16' - أوتابيك شوكوروف 56' (ركلة.) | تقرير (فيفا) Report (AFC) | - سلمان الفرج 23' (ركلة.)، 85' - سالم الدوسري 89' |

| اليمن         | 1–0                       | فلسطين |
| ------------- | ------------------------- | ------ |
| - Al-Dahi 54' | تقرير (فيفا) Report (AFC) |        |

| أوزبكستان                  | 2–0                       | فلسطين |
| -------------------------- | ------------------------- | ------ |
| - إلدور شومورودوف 18'، 58' | تقرير (فيفا) Report (AFC) |        |

| اليمن              | 1–2                       | سنغافورة                    |
| ------------------ | ------------------------- | --------------------------- |
| - ناصر الغواشي 85' | تقرير (فيفا) Report (AFC) | - Ikhsan 19' - حافظ نور 52' |

| السعودية                                                                                              | 5–0                       | فلسطين |
| --- | ------------------------- | ------ |
| - ياسر الشهراني 37' - فهد المولد 43' - صالح الشهري (لاعب كرة قدم) 52'، 58' - سالم الدوسري 88' (ركلة.) | تقرير (فيفا) Report (AFC) |        |

| فلسطين                                                               | 4–0                       | سنغافورة |
| -------------------------------------------------------------------- | ------------------------- | -------- |
| - تامر صيام 19' (ركلة.)، 30' (ركلة.) - عدي الدباغ 23' - ياسر حمد 85' | تقرير (فيفا) Report (AFC) |          |

| السعودية                                | 3–0                       | اليمن |
| --------------------------------------- | ------------------------- | ----- |
| - سالم الدوسري 4' - فهد المولد 17'، 32' | تقرير (فيفا) Report (AFC) |       |

| أوزبكستان                                                                                        | 5–0                       | سنغافورة |
| ------------------------------------------------------------------------------------------------ | ------------------------- | -------- |
| - جلال الدين ماشاريبوف 6'، 34' - إلدور شومورودوف 45+1' - عادل أحمدوف 50' - عرفان فندي 88' (ه.ذ.) | تقرير (فيفا) Report (AFC) |          |

| اليمن | 0–1                       | أوزبكستان                          |
| ----- | ------------------------- | ---------------------------------- |
|       | تقرير (فيفا) Report (AFC) | - جلال الدين ماشاريبوف 19' (ركلة.) |

| سنغافورة | 0–3                       | السعودية                                                               |
| -------- | ------------------------- | ---------------------------------------------------------------------- |
|          | تقرير (فيفا) Report (AFC) | - سالم الدوسري 84' - فهد المولد 86' - صالح الشهري (لاعب كرة قدم) 90+6' |

| السعودية | ضد                        | أوزبكستان |
| -------- | ------------------------- | --------- |
|          | تقرير (فيفا) Report (AFC) |           |

| فلسطين | ضد                        | اليمن |
| ------ | ------------------------- | ----- |
|        | تقرير (فيفا) Report (AFC) |       |

### المجموعة E
| م | الفريق    | لعب | ف | ت | خ | أ.له | أ.ع | أ.ف | نقاط | التأهل                                |  | قطر | سلطنة عمان | الهند | أفغانستان | بنغلاديش |
| - | --------- | --- | - | - | - | ---- | --- | --- | ---- | ------------------------------------- |  | --- | ---------- | ----- | --------- | -------- |
| 1 | قطر       | 8   | 7 | 1 | 0 | 18   | 1   | +17 | 22   | كأس آسيا                              |  | —   | 2–1        | 0–0   | 6–0       | 5–0      |
| 2 | عمان      | 8   | 6 | 0 | 2 | 16   | 6   | +10 | 18   | الجولة الثالثة وكأس آسيا              |  | 0–1 | —          | 1–0   | 3–0       | 4–1      |
| 3 | الهند     | 8   | 1 | 4 | 3 | 6    | 7   | −1  | 7    | المرحلة 3 من تصفيات كأس آسيا          |  | 0–1 | 1–2        | —     | 1–1       | 1–1      |
| 4 | أفغانستان | 8   | 1 | 3 | 4 | 5    | 15  | −10 | 6    | المرحلة 3 من تصفيات كأس آسيا          |  | 0–1 | 1–2        | 1–1   | —         | 1–0      |
| 5 | بنغلاديش  | 8   | 0 | 2 | 6 | 3    | 19  | −16 | 2    | مرحلة خروج المغلوب من تصفيات كأس آسيا |  | 0–2 | 0–3        | 0–2   | 1–1       | —        |

The group spots of Qatar and Bangladesh were swapped due to Qatar's planned participation in the 2020 Copa América. The tournament was later deferred (becoming the كوبا أمريكا 2021), and eventually Qatar withdrew from it.
| الهند              | 1–2                       | عمان                          |
| ------------------ | ------------------------- | ----------------------------- |
| - سونيل تشيتري 24' | تقرير (فيفا) Report (AFC) | - المنذر ربيع العلوي 82'، 90' |

| قطر                                                                               | 6–0                       | أفغانستان |
| --------------------------------------------------------------------------------- | ------------------------- | --------- |
| - المعز علي 4'، 10'، 51' - حسن الهيدوس 13' - عبد الكريم حسن 34' - بوعلام خوخي 67' | تقرير (فيفا) Report (AFC) |           |

| أفغانستان        | 1–0                       | بنغلاديش |
| ---------------- | ------------------------- | -------- |
| - فارشاد نور 27' | تقرير (فيفا) Report (AFC) |          |

| قطر | 0–0                       | الهند |
| --- | ------------------------- | ----- |
|     | تقرير (فيفا) Report (AFC) |       |

| بنغلاديش | 0–2                       | قطر                                       |
| -------- | ------------------------- | ----------------------------------------- |
|          | تقرير (فيفا) Report (AFC) | - يوسف عبد الرزاق 28' - كريم بوضياف 90+2' |

| عمان                                                     | 3–0                       | أفغانستان |
| -------------------------------------------------------- | ------------------------- | --------- |
| - عبد العزيز المقبالي 27'، 38' - Al-Ghassani 61' (ركلة.) | تقرير (فيفا) Report (AFC) |           |

| الهند          | 1–1                       | بنغلاديش    |
| -------------- | ------------------------- | ----------- |
| - عادل خان 88' | تقرير (فيفا) Report (AFC) | - Uddin 42' |

| قطر                            | 2–1                       | عمان                     |
| ------------------------------ | ------------------------- | ------------------------ |
| - أكرم عفيف 2' - المعز علي 71' | تقرير (فيفا) Report (AFC) | - المنذر ربيع العلوي 63' |

| أفغانستان      | 1–1                       | الهند           |
| -------------- | ------------------------- | --------------- |
| - Nazary 45+1' | تقرير (فيفا) Report (AFC) | - Doungel 90+3' |

| عمان                                                                          | 4–1                       | بنغلاديش    |
| ----------------------------------------------------------------------------- | ------------------------- | ----------- |
| - محسن الخالدي 48' - المنذر ربيع العلوي 68' - A. Al-Alawi 78' - Al-Hidi 90+1' | تقرير (فيفا) Report (AFC) | - Ahmed 81' |

| أفغانستان | 0–1                       | قطر                     |
| --------- | ------------------------- | ----------------------- |
|           | تقرير (فيفا) Report (AFC) | - أكرم عفيف 76' (ركلة.) |

| عمان              | 1–0                       | الهند |
| ----------------- | ------------------------- | ----- |
| - Al-Ghassani 33' | تقرير (فيفا) Report (AFC) |       |

| قطر                                                                      | 5–0                       | بنغلاديش |
| ------------------------------------------------------------------------ | ------------------------- | -------- |
| - عبد العزيز حاتم 9' - أكرم عفيف 33'، 90+2' - المعز علي 72' (ركلة.)، 78' | تقرير (فيفا) Report (AFC) |          |

| بنغلاديش          | 1–1                       | أفغانستان     |
| ----------------- | ------------------------- | ------------- |
| - توبو بارمان 83' | تقرير (فيفا) Report (AFC) | - Sharifi 47' |

| الهند | 0–1                       | قطر                   |
| ----- | ------------------------- | --------------------- |
|       | تقرير (فيفا) Report (AFC) | - عبد العزيز حاتم 33' |

| بنغلاديش | 0–2                       | الهند                     |
| -------- | ------------------------- | ------------------------- |
|          | تقرير (فيفا) Report (AFC) | - سونيل تشيتري 79'، 90+2' |

| عمان | 0–1                       | قطر                       |
| ---- | ------------------------- | ------------------------- |
|      | تقرير (فيفا) Report (AFC) | - حسن الهيدوس 39' (ركلة.) |

| أفغانستان      | 1–2                       | عمان             |
| -------------- | ------------------------- | ---------------- |
| - Popalzay 23' | تقرير (فيفا) Report (AFC) | - Fawaz 13'، 51' |

| الهند | ضد                        | أفغانستان |
| ----- | ------------------------- | --------- |
|       | تقرير (فيفا) Report (AFC) |           |

| بنغلاديش | ضد                        | عمان |
| -------- | ------------------------- | ---- |
|          | تقرير (فيفا) Report (AFC) |      |

### المجموعة F
| م | الفريق    | لعب | ف | ت | خ | أ.له | أ.ع | أ.ف | نقاط | التأهل                                |  | اليابان | طاجيكستان | قرغيزستان | منغوليا | ميانمار |
| - | --------- | --- | - | - | - | ---- | --- | --- | ---- | ------------------------------------- |  | ------- | --------- | --------- | ------- | ------- |
| 1 | اليابان   | 8   | 8 | 0 | 0 | 46   | 2   | +44 | 24   | الجولة الثالثة وكأس آسيا              |  | —       | 4–1       | 5–1       | 6–0     | 10–0    |
| 2 | طاجيكستان | 8   | 4 | 1 | 3 | 14   | 12  | +2  | 13   | المرحلة 3 من تصفيات كأس آسيا          |  | 0–3     | —         | 1–0       | 3–0     | 4–0     |
| 3 | قرغيزستان | 8   | 3 | 1 | 4 | 19   | 12  | +7  | 10   | المرحلة 3 من تصفيات كأس آسيا          |  | 0–2     | 1–1       | —         | 0–1     | 7–0     |
| 4 | منغوليا   | 8   | 2 | 0 | 6 | 3    | 27  | −24 | 6    | المرحلة 3 من تصفيات كأس آسيا          |  | 0–14    | 0–1       | 1–2       | —       | 1–0     |
| 5 | ميانمار   | 8   | 2 | 0 | 6 | 6    | 35  | −29 | 6    | مرحلة خروج المغلوب من تصفيات كأس آسيا |  | 0–2     | 4–3       | 1–8       | 1–0     | —       |

| منغوليا      | 1–0                       | ميانمار |
| ------------ | ------------------------- | ------- |
| - Amaraa 17' | تقرير (فيفا) Report (AFC) |         |

| طاجيكستان          | 1–0                       | قرغيزستان |
| ------------------ | ------------------------- | --------- |
| - A. Dzhalilov 41' | تقرير (فيفا) Report (AFC) |           |

| منغوليا | 0–1                       | طاجيكستان         |
| ------- | ------------------------- | ----------------- |
|         | تقرير (فيفا) Report (AFC) | - D. Ergashev 81' |

| ميانمار | 0–2                       | اليابان                                   |
| ------- | ------------------------- | ----------------------------------------- |
|         | تقرير (فيفا) Report (AFC) | - شويا ناكاجيما 16' - تاكومي مينامينو 26' |

| اليابان | 6–0                       | منغوليا |
| --- | ------------------------- | ------- |
| - تاكومي مينامينو 22' - مايا يوشيدا 29' - يوتو ناغاتومو 33' - كينسوكي ناغاي 40' - واتارو إندو 57' - دايتشي كامادا 82' | تقرير (فيفا) Report (AFC) |         |

| قرغيزستان                                                                              | 7–0                       | ميانمار |
| -------------------------------------------------------------------------------------- | ------------------------- | ------- |
| - إدغار بيرنهاردت 5'، 10'، 87' (ركلة.) - Shukurov 20'، 71' - Alykulov 26' - Kichin 45' | تقرير (فيفا) Report (AFC) |         |

| منغوليا                 | 1–2                       | قرغيزستان                            |
| ----------------------- | ------------------------- | ------------------------------------ |
| - Tsedenbal 57' (ركلة.) | تقرير (فيفا) Report (AFC) | - Alykulov 13' - ميرلان مورزاييف 42' |

| طاجيكستان | 0–3                       | اليابان                                       |
| --------- | ------------------------- | --------------------------------------------- |
|           | تقرير (فيفا) Report (AFC) | - تاكومي مينامينو 53'، 55' - تاكوما أسانو 82' |

| ميانمار                                                     | 4–3                       | طاجيكستان                                      |
| ----------------------------------------------------------- | ------------------------- | ---------------------------------------------- |
| - Suan Lam Mang 10'، 41' - أونغ تو 48' - مونغ مونغ لوين 63' | تقرير (فيفا) Report (AFC) | - منوشهر جليلوف 36' (ركلة.)، 76' - Vosiyev 57' |

| قرغيزستان | 0–2                       | اليابان                                             |
| --------- | ------------------------- | --------------------------------------------------- |
|           | تقرير (فيفا) Report (AFC) | - تاكومي مينامينو 41' (ركلة.) - غينكي هاراغوتشي 54' |

| ميانمار            | 1–0                       | منغوليا |
| ------------------ | ------------------------- | ------- |
| - هلاينغ بو بو 17' | تقرير (فيفا) Report (AFC) |         |

| قرغيزستان      | 1–1                       | طاجيكستان             |
| -------------- | ------------------------- | --------------------- |
| - Kozubaev 83' | تقرير (فيفا) Report (AFC) | - أيرغاشيف جونغير 17' |

| طاجيكستان                                          | 3–0                       | منغوليا |
| -------------------------------------------------- | ------------------------- | ------- |
| - منوشهر جليلوف 4' - A. Dzhalilov 50' - Samiev 87' | تقرير (فيفا) Report (AFC) |         |

| منغوليا | 0–14                      | اليابان |
| ------- | ------------------------- | --- |
|         | تقرير (فيفا) Report (AFC) | - تاكومي مينامينو 13' - يويا أوساكو 23'، 55'، 90+2' - دايتشي كامادا 26' - هيديماسا موريتا 33' - Tuya 39' (ه.ذ.) - شو إيناغاكي 68'، 90+3' - جونيا إيتو (1993) 73'، 79' - كيوكو فوروهاشي 78'، 87' - تاكوما أسانو 90+1' |

| اليابان | 10–0                      | ميانمار |
| --- | ------------------------- | ------- |
| - تاكومي مينامينو 8'، 66' - يويا أوساكو 22'، 30' (ركلة.)، 36'، 49'، 88' - هيديماسا موريتا 57' - دايتشي كامادا 84' - كو إيتاكورا 90+1' | تقرير (فيفا) Report (AFC) |         |

| قرغيزستان | 0–1                       | منغوليا         |
| --------- | ------------------------- | --------------- |
|           | تقرير (فيفا) Report (AFC) | - Mijiddorj 34' |

| اليابان                                                                          | 4–1                       | طاجيكستان       |
| -------------------------------------------------------------------------------- | ------------------------- | --------------- |
| - كيوكو فوروهاشي 6' - تاكومي مينامينو 40' - كينتو هاشيموتو 51' - هاياو كوابا 71' | تقرير (فيفا) Report (AFC) | - Panjshanbe 9' |

| ميانمار            | 1–8                       | قرغيزستان |
| ------------------ | ------------------------- | --- |
| - هلاينغ بو بو 69' | تقرير (فيفا) Report (AFC) | - Rustamov 22' - Alykulov 29' - Musabekov 34' - Shukurov 45' - ميرلان مورزاييف 45+2'، 61'، 78' - Bokoleyev 63' |

| اليابان | ضد                        | قرغيزستان |
| ------- | ------------------------- | --------- |
|         | تقرير (فيفا) Report (AFC) |           |

| طاجيكستان | ضد                        | ميانمار |
| --------- | ------------------------- | ------- |
|           | تقرير (فيفا) Report (AFC) |         |

### المجموعة G
| م | الفريق                   | لعب | ف | ت | خ | أ.له | أ.ع | أ.ف | نقاط | التأهل                                |  | الإمارات العربية المتحدة | فيتنام | ماليزيا | تايلاند | إندونيسيا |
| - | ------------------------ | --- | - | - | - | ---- | --- | --- | ---- | ------------------------------------- |  | ------------------------ | ------ | ------- | ------- | --------- |
| 1 | الإمارات العربية المتحدة | 8   | 6 | 0 | 2 | 23   | 7   | +16 | 18   | الجولة الثالثة وكأس آسيا              |  | —                        | 3–2    | 4–0     | 3–1     | 5–0       |
| 2 | فيتنام                   | 8   | 5 | 2 | 1 | 13   | 5   | +8  | 17   | الجولة الثالثة وكأس آسيا              |  | 1–0                      | —      | 1–0     | 0–0     | 4–0       |
| 3 | ماليزيا                  | 8   | 4 | 0 | 4 | 10   | 12  | −2  | 12   | المرحلة 3 من تصفيات كأس آسيا          |  | 1–2                      | 1–2    | —       | 2–1     | 2–0       |
| 4 | تايلاند                  | 8   | 2 | 3 | 3 | 9    | 9   | 0   | 9    | المرحلة 3 من تصفيات كأس آسيا          |  | 2–1                      | 0–0    | 0–1     | —       | 2–2       |
| 5 | إندونيسيا                | 8   | 0 | 1 | 7 | 5    | 27  | −22 | 1    | مرحلة خروج المغلوب من تصفيات كأس آسيا |  | 0–5                      | 1–3    | 2–3     | 0–3     | —         |

| تايلاند | 0–0                       | فيتنام |
| ------- | ------------------------- | ------ |
|         | تقرير (فيفا) Report (AFC) |        |

| إندونيسيا                 | 2–3                       | ماليزيا                           |
| ------------------------- | ------------------------- | --------------------------------- |
| - بيتو غونسالفيس 11'، 38' | تقرير (فيفا) Report (AFC) | - Sumareh 36'، 90+6' - Syafiq 65' |

| إندونيسيا | 0–3                       | تايلاند                                                      |
| --------- | ------------------------- | ------------------------------------------------------------ |
|           | تقرير (فيفا) Report (AFC) | - سوباتشوك ساراتشارت 55'، 71' - تيراتون بونماتان 65' (ركلة.) |

| ماليزيا     | 1–2                       | الإمارات العربية المتحدة |
| ----------- | ------------------------- | ------------------------ |
| - Syafiq 1' | تقرير (فيفا) Report (AFC) | - علي مبخوت 43'، 75'     |

| فيتنام                 | 1–0                       | ماليزيا |
| ---------------------- | ------------------------- | ------- |
| - Nguyễn Quang Hải 40' | تقرير (فيفا) Report (AFC) |         |

| الإمارات العربية المتحدة                                                                      | 5–0                       | إندونيسيا |
| --------------------------------------------------------------------------------------------- | ------------------------- | --------- |
| - خليل إبراهيم (لاعب كرة قدم إماراتي) 40' - علي مبخوت 51'، 63' (ركلة.)، 72' - طارق أحمد 90+3' | تقرير (فيفا) Report (AFC) |           |

| إندونيسيا          | 1–3                       | فيتنام                                                             |
| ------------------ | ------------------------- | ------------------------------------------------------------------ |
| - عرفان باشديم 84' | تقرير (فيفا) Report (AFC) | - Đỗ Duy Mạnh 26' - Quế Ngọc Hải 55' (ركلة.) - نجوين تيان لينه 61' |

| تايلاند                           | 2–1                       | الإمارات العربية المتحدة |
| --------------------------------- | ------------------------- | ------------------------ |
| - تيراسيل دانغدا 26' - Ekanit 51' | تقرير (فيفا) Report (AFC) | - علي مبخوت 45+2'        |

| ماليزيا                         | 2–1                       | تايلاند                  |
| ------------------------------- | ------------------------- | ------------------------ |
| - بريندان غان 26' - Sumareh 57' | تقرير (فيفا) Report (AFC) | - تشاناتيب سونغكراسين 7' |

| فيتنام                | 1–0                       | الإمارات العربية المتحدة |
| --------------------- | ------------------------- | ------------------------ |
| - نجوين تيان لينه 44' | تقرير (فيفا) Report (AFC) |                          |

| ماليزيا           | 2–0                       | إندونيسيا |
| ----------------- | ------------------------- | --------- |
| - Safawi 30'، 73' | تقرير (فيفا) Report (AFC) |           |

| فيتنام | 0–0                       | تايلاند |
| ------ | ------------------------- | ------- |
|        | تقرير (فيفا) Report (AFC) |         |

| تايلاند                                     | 2–2                       | إندونيسيا                     |
| ------------------------------------------- | ------------------------- | ----------------------------- |
| - ناروبادين ويراوا 5' - اديساك كرايسورن 50' | تقرير (فيفا) Report (AFC) | - Agung 39' - إيفان ديماس 60' |

| الإمارات العربية المتحدة                          | 4–0                       | ماليزيا |
| ------------------------------------------------- | ------------------------- | ------- |
| - علي مبخوت 18'، 90+1' - فابيو دي ليما 83'، 90+2' | تقرير (فيفا) Report (AFC) |         |

| الإمارات العربية المتحدة                                                             | 3–1                       | تايلاند               |
| ------------------------------------------------------------------------------------ | ------------------------- | --------------------- |
| - كايو كانيدو كوريا 14' - فابيو دي ليما 33' - محمد جمعة (لاعب كرة قدم إماراتي) 90+4' | تقرير (فيفا) Report (AFC) | - سوفانات مويانتا 54' |

| فيتنام                                                                              | 4–0                       | إندونيسيا |
| ----------------------------------------------------------------------------------- | ------------------------- | --------- |
| - نجوين تيان لينه 51' - Nguyễn Quang Hải 62' - نغوين كونغ فونغ 67' - فو فان تان 74' | تقرير (فيفا) Report (AFC) |           |

| إندونيسيا | 0–5                       | الإمارات العربية المتحدة                                                    |
| --------- | ------------------------- | --------------------------------------------------------------------------- |
|           | تقرير (فيفا) Report (AFC) | - علي مبخوت 22'، 49' (ركلة.) - فابيو دي ليما 28'، 55' - سباستيان تيغالي 86' |

| ماليزيا                 | 1–2                       | فيتنام                                           |
| ----------------------- | ------------------------- | ------------------------------------------------ |
| - Guilherme 72' (ركلة.) | تقرير (فيفا) Report (AFC) | - نجوين تيان لينه 27' - Quế Ngọc Hải 82' (ركلة.) |

| الإمارات العربية المتحدة | ضد                        | فيتنام |
| ------------------------ | ------------------------- | ------ |
|                          | تقرير (فيفا) Report (AFC) |        |

| تايلاند | ضد                        | ماليزيا |
| ------- | ------------------------- | ------- |
|         | تقرير (فيفا) Report (AFC) |         |

### المجموعة H
| م | الفريق         | لعب | ف | ت | خ | أ.له | أ.ع | أ.ف | نقاط | التأهل                                |  | كوريا الجنوبية | لبنان | تركمانستان | سريلانكا | كوريا الشمالية |
| - | -------------- | --- | - | - | - | ---- | --- | --- | ---- | ------------------------------------- |  | -------------- | ----- | ---------- | -------- | -------------- |
| 1 | كوريا الجنوبية | 6   | 5 | 1 | 0 | 22   | 1   | +21 | 16   | الجولة الثالثة وكأس آسيا              |  | —              | 2–1   | 5–0        | 8–0      | 7 يونيو        |
| 2 | لبنان          | 6   | 3 | 1 | 2 | 11   | 8   | +3  | 10   | الجولة الثالثة وكأس آسيا              |  | 0–0            | —     | 2–1        | 3–2      | 0–0            |
| 3 | تركمانستان     | 6   | 3 | 0 | 3 | 8    | 11  | −3  | 9    | المرحلة 3 من تصفيات كأس آسيا          |  | 0–2            | 3–2   | —          | 2–0      | 3–1            |
| 4 | سريلانكا       | 6   | 0 | 0 | 6 | 2    | 23  | −21 | 0    | مرحلة خروج المغلوب من تصفيات كأس آسيا |  | 0–5            | 0–3   | 0–2        | —        | 0–1            |
| 5 | كوريا الشمالية | 0   | 0 | 0 | 0 | 0    | 0   | 0   | 0    | إنسحاب                                |  | 0–0            | 2–0   | 15 يونيو   | 3 يونيو  | —              |

## ترتيب فرق المركز الثاني
| م | مج | الفريق    | لعب | ف | ت | خ | أ.له | أ.ع | أ.ف | نقاط | التأهل                                                            |
| - | -- | --------- | --- | - | - | - | ---- | --- | --- | ---- | ----------------------------------------------------------------- |
| 1 | A  | الصين     | 6   | 4 | 1 | 1 | 16   | 3   | +13 | 13   | الجولة الثالثة و‍كأس آسيا 2023                                      |
| 2 | E  | عمان      | 6   | 4 | 0 | 2 | 9    | 5   | +4  | 12   | الجولة الثالثة و‍كأس آسيا 2023                                      |
| 3 | C  | العراق    | 6   | 3 | 2 | 1 | 6    | 3   | +3  | 11   | الجولة الثالثة و‍كأس آسيا 2023                                      |
| 4 | G  | فيتنام    | 6   | 3 | 2 | 1 | 6    | 4   | +2  | 11   | الجولة الثالثة و‍كأس آسيا 2023                                      |
| 5 | H  | لبنان     | 6   | 3 | 1 | 2 | 11   | 8   | +3  | 10   | الجولة الثالثة من تصفيات كأس آسيا                                 |
| 6 | F  | طاجيكستان | 6   | 3 | 1 | 2 | 7    | 8   | −1  | 10   | الجولة الثالثة و‍كأس آسيا 2023 أو الجولة الثالثة من تصفيات كأس آسيا |
| 7 | D  | أوزبكستان | 6   | 3 | 0 | 3 | 12   | 9   | +3  | 9    | الجولة الثالثة و‍كأس آسيا 2023 أو الجولة الثالثة من تصفيات كأس آسيا |
| 8 | B  | الكويت    | 6   | 2 | 2 | 2 | 8    | 6   | +2  | 8    | الجولة الثالثة و‍كأس آسيا 2023 أو الجولة الثالثة من تصفيات كأس آسيا |

1. ↑  نظرًا لأن قطر فازت بالمجموعة الخامسة وتقدمت إلى كأس آسيا فقط ، فإن خامس أفضل وصيف سيتأهل أيضًا إلى الدور الثالث من تصفيات كأس العالم وإلى كأس آسيا (على الرغم من أن هذا السيناريو واحتمال تفويت الصين في الدور الثالث من تصفيات كأس العالم هي لا تعتبر في لوائح كأس آسيا)[21])

## ترتيب فرق المركز الرابع
| م | مج | الفريق    | لعب | ف | ت | خ | أ.له | أ.ع | أ.ف | نقاط | التأهل                                    |
| - | -- | --------- | --- | - | - | - | ---- | --- | --- | ---- | ----------------------------------------- |
| 1 | G  | تايلاند   | 6   | 1 | 2 | 3 | 4    | 7   | −3  | 5    | الجولة الثالثة من تصفيات كأس آسيا         |
| 2 | D  | سنغافورة  | 6   | 1 | 0 | 5 | 3    | 19  | −16 | 3    | الجولة الثالثة من تصفيات كأس آسيا         |
| 3 | F  | منغوليا   | 6   | 1 | 0 | 5 | 2    | 26  | −24 | 3    | الجولة الثالثة من تصفيات كأس آسيا         |
| 4 | E  | أفغانستان | 6   | 0 | 2 | 4 | 3    | 14  | −11 | 2    | الجولة الثالثة من تصفيات كأس آسيا         |
| 5 | C  | هونغ كونغ | 6   | 0 | 1 | 5 | 1    | 12  | −11 | 1    | الجولة الثالثة من تصفيات كأس آسيا         |
| 6 | A  | المالديف  | 6   | 0 | 1 | 5 | 3    | 19  | −16 | 1    | جولة المباريات الفاصلة من تصفيات كأس آسيا |
| 7 | H  | سريلانكا  | 6   | 0 | 0 | 6 | 2    | 23  | −21 | 0    | جولة المباريات الفاصلة من تصفيات كأس آسيا |
| 8 | B  | نيبال     | 6   | 0 | 0 | 6 | 0    | 22  | −22 | 0    | جولة المباريات الفاصلة من تصفيات كأس آسيا |

## الهدافون
خطأ لوا في وحدة:Goalscorers على السطر 523: attempt to compare nil with string.

## الوصلات الخارجية
- الموقع الرسمي

  - Qualifiers – Asia, FIFA.com
- FIFA World Cup, the-AFC.com
- AFC Asian Cup, the-AFC.com
- Preliminary Joint Qualification 2022, stats.the-AFC.com